# Anna Boden e Ryan Fleck
Anna Boden (Newton, Massachusetts, 1976) e Ryan K. Fleck (Berkeley, Califórnia, 1976) são uma dupla norte-americana de cineastas. Eles são mais conhecidos por suas colaborações nos filmes Half Nelson (2006), Sugar (2008), It's Kind of a Funny Story (2010), Mississippi Grind (2015) e Captain Marvel (2019). 

## Biografia
Boden nasceu em Massachusetts e cresceu em Newton, Massachusetts. Fleck se formou na Castro Valley High School. Antes de frequentar a Tisch School of the Arts da New York University, onde estudou cinema, Fleck foi para o Diablo Valley College para estudar ciências e matemática. Boden frequentou a Universidade de Columbia. Os dois se conheceram no set de um filme de estudante onde se uniram sobre as obras de Robert Altman e, depois que Fleck terminou seu curta-metragem Struggle, eles decidiram trabalhar juntos.
Fleck nasceu em Berkeley, Califórnia, e foi em Oakland. Fleck cresceu com os filmes clássicos favorito dos fãs, como E.T. O Extraterrestre (1982) e De Volta Para o Futuro (1985).
Boden disse que, embora não houvesse nenhum filme específico que a inspirasse a seguir a carreira de cinema, ela gostava de assistir a filmes quando criança e cita o aprendizado sobre Robert Altman como um ponto de virada em como ela via o filme como um meio.

## Carreira
Juntos, eles fizeram os curtas documentários Have You Seen This Man? e Young Rebels, antes de escreverem e dirigirem o curta-metragem Gowanus, Brooklyn, um longa-metragem com o objetivo de atrair financiadores em potencial para seu roteiro ainda não desenvolvido de Half Nelson (2006).
O curta ganhou um prêmio no Festival Sundance de Cinema de 2004 e Boden e Fleck foram posteriormente convidados para o Sundance Writer's Lab para receber feedback profissional sobre o roteiro de Half Nelson. O filme não recebeu financiamento adequado durante anos e, enquanto tentava iniciar o projeto, Fleck explica: "Estávamos tentando tirá-lo do papel, então tínhamos muito tempo para continuar escrevendo e reescrevendo. Acho que o tempo foi valioso porque acho que o fizemos da melhor maneira possível". Embora Fleck tenha sido o único da dupla a receber crédito de direção pelo filme, ele deixou registrado e disse que o trabalho era uma divisão igual.
Apesar do esforço em fazer o roteiro "tão bom quanto poderíamos" antes das filmagens, Fleck encorajou os atores de Half Nelson a improvisar, embora ele e o ator principal Ryan Gosling tenham comprometido muitas cenas no processo de ensaio, pois Fleck pensava que as ideias eram muito diferentes do script em alguns casos. Ele também teve vários desentendimentos com Boden enquanto escrevia; embora ele afirme que seu sistema "para frente e para trás" de reescrever o trabalho um do outro sempre funcionou bem. Half Nelson foi bem recebido pela crítica e foi indicado ao Oscar de Melhor Ator por Ryan Gosling. Muitas outras indicações foram para Ryan Gosling por seu papel como Dan Dunne.
Boden e Fleck co-escreveram e co-dirigiram o filme Sugar (2008), que estreou no Festival de Cinema de Sundance de 2008, sobre um dominicano de 19 anos que imigrou para os Estados Unidos para jogar baseboll na liga secundária. Os dois escreveram o roteiro após pesquisarem sobre muitos imigrantes dominicanos que chegam à América para jogar em cidades da liga secundária, dizendo: "As histórias que ouvimos eram tão fascinantes que se tornaram o que estávamos escrevendo antes mesmo de decidirmos que seria nosso próximo projeto". Eles também colaboraram na adaptação para o cinema do romance para jovens adultos de Ned Vizzini, It's Kind of a Funny Story, lançado em 8 de outubro de 2010 e estrelado por Keir Gilchrist, Emma Roberts e Zach Galifianakis.
Em 2012, a dupla começou a trabalhar em um filme sobre jogos de azar chamado Mississippi Grind. A ideia do filme surgiu quando eles visitaram cassinos em barcos em Iowa. A essa altura da carreira, Boden e Fleck estavam totalmente comprometidos um com o outro: "Nos primeiros dias de nossa parceria, tivemos que lidar com muitos problemas relacionados à confiança e ao ego. Hoje em dia, esses problemas acabaram quase totalmente. Ter um parceiro criativo em quem você pode confiar totalmente é um recurso maravilhoso".
Em abril de 2017, Boden e Fleck foram contratados para dirigir o filme Captain Marvel do Marvel Studios. Eles foram anteriormente considerados para dirigir Guardiões da Galáxia (2014), outro filme da Marvel. O produtor Kevin Feige disse sobre eles: "Nós nos encontramos com muitas e muitas pessoas ... e Anna e Ryan tinham uma maneira incrível de falar sobre Carol Danvers e falar sobre sua jornada ... Queremos cineastas que possam nos ajudar a nos concentrar em elevar a jornada da personagem para que não se perca no espetáculo". O filme foi lançado em março de 2019 e se tornou um sucesso de bilheteria, arrecadando mais de US $ 1 bilhão em todo o mundo. Em maio de 2019, foi revelado que eles iriam dirigir os dois primeiros episódios e produzir o programa de televisão Mrs. America, estrelado por Cate Blanchett como Phyllis Schlafly. Em janeiro de 2020, Boden e Fleck estavam em negociações para dirigir uma série da Marvel para o Disney+.

## Vida Pessoal
Boden e Fleck namoraram anteriormente, no entanto, ao contrário do que as pessoas pensam, eles não são um casal (embora várias fontes continuem a relatar essa informação erroneamente). Boden estava grávida na época do lançamento do Mississippi Grind. Boden é judia.

## Filmografia

### Filmes
| Ano  | Título                     | Diretor(es) | Roteirista(s) | Produtor(es) | Editor(es) | Notas                                                                                        |
| ---- | -------------------------- | ----------- | ------------- | ------------ | ---------- | -------------------------------------------------------------------------------------------- |
| 2006 | Half Nelson                | Ryan Fleck  | Sim           | Anna Boden   | Anna Boden | Anna Boden co-produziu com Jamie Patricof, Alex Orlovsky, Lynette Howell e Rosanne Korenberg |
| 2008 | Sugar                      | Sim         | Sim           | Não          | Anna Boden | Estreia da dupla como diretores; Anna Boden creditada com produtora executiva                |
| 2009 | Children of Invention      | Não         | Não           | Não          | Anna Boden |                                                                                              |
| 2010 | It's Kind of a Funny Story | Sim         | Sim           | Não          | Anna Boden |                                                                                              |
| 2015 | Mississippi Grind          | Sim         | Sim           | Não          | Anna Boden |                                                                                              |
| 2019 | Captain Marvel             | Sim         | Sim           | Não          | Não        | Co-escrito com Geneva Robertson-Dworet                                                       |

### Televisão
| Ano       | Título       | Diretor    | Produtor   | Notas                                                                               |
| --------- | ------------ | ---------- | ---------- | ----------------------------------------------------------------------------------- |
| 2009      | In Treatment | Ryan Fleck | Não        | 7 episódios                                                                         |
| 2011      | The Big C    | Sim        | Não        | 2 episódios                                                                         |
| 2014      | 30 for 30    | Ryan Fleck | Anna Boden | Episode: "The Day the Series Stopped", Anna Boden creditada com produtora executiva |
| 2014–2015 | Looking      | Ryan Fleck | Não        | 3 episódios                                                                         |
| 2014–2015 | The Affair   | Sim        | Não        | 4 episódios                                                                         |
| 2016–2017 | Billions     | Sim        | Não        | 3 episódios                                                                         |
| 2017      | Room 104     | Sim        | Não        | Episode: "Red Tent"; ambos escreveram                                               |
| 2020      | Mrs. America | Sim        | Sim        | 4 episódios                                                                         |